# Lekujona (Sujumi)
Lekujona (en georgiano: ლეკუხონა) o Alakumhara (en abjasio: Алакәымҳара) es una aldea que pertenece a la parcialmente reconocida República de Abjasia, parte del distrito de Sujumi, aunque de iure pertenece al municipio de Sojumi de la República Autónoma de Abjasia de Georgia.

## Toponimia
Hasta 1948, la aldea fue conocida como Marinskoe (en georgiano: მარინსკოე).

## Geografía
Lekujona se encuentra en el valle de Chalbashi, a 15 km de Sujumi. La aldea se administra desde el pueblo de Dziguta.

## Demografía
La evolución demográfica de Lekujona entre 1959 y 1989 fue la siguiente:
| 410                                                 | 390 |
| (Fuente: Population of Abkhazia since Soviet times) |     |

Antes de la guerra de Abjasia, la mayoría de la población local eran georgianos.